# Ryan Burlingame
Ryan Burlingame (* in Whitehorse) ist ein kanadischer Biathlet.
Ryan Burlingame studiert an der University of Alberta und tritt für den Universitätsclub Augustana Vikings in Camrose an. Er trat international erstmals bei den Nordamerikanischen Meisterschaften im Biathlon 2009 in Valcartier an, wo er mit David Johns und Logan McMahon außer Konkurrenz im Mixed-Staffelrennen antrat. Es dauerte vier Jahre, bis er im Whistler Olympic Park in Whistler bei den Nordamerikanischen Meisterschaften im Biathlon 2013 seine ersten richtigen Einsätze bei einer kontinentalen Meisterschaft hatte. Dafür qualifizierte er sich mit zwei Titeln in Sprint und Massenstart bei den Western Canadian Biathlon Championships in North Battleford. In Sprint, Verfolgungsrennen und Massenstart erreichte er jeweils elfte Plätze. In der Gesamtwertung des Biathlon-NorAm-Cup 2012/13 wurde Burlingame 14.